# Jezioro Iłowatka (rezerwat przyrody)
Rezerwat przyrody „Jezioro Iłowatka” – wodny rezerwat przyrody w województwie zachodniopomorskim, w powiecie szczecineckim, w gminie Biały Bór. Znajduje się 0,3 km na północny zachód od Cybulina, 3,5 km na północ od Sępolna Wielkiego, 0,4 km na zachód od południowo-zachodniego skraju Jeziora Bobięcińskiego Wielkiego.
Został utworzony na mocy zarządzenia Ministra Leśnictwa i Przemysłu Drzewnego z dnia 21 lipca 1977. Zajmuje powierzchnię 20,02 ha (akt powołujący podawał 14,73 ha).
Celem ochrony jest zachowanie ekosystemu jeziora lobeliowego, ze stanowiskami reliktowych gatunków roślin chronionych, takich jak: lobelia jeziorna (Lobelia dortmanna), poryblin jeziorny (Isoëtes lacustris), brzeżyca jednokwiatowa (Littorella uniflora).
Rezerwat znajduje się w granicach Obszaru Chronionego Krajobrazu Okolice Żydowo-Biały Bór oraz dwóch obszarów sieci Natura 2000: siedliskowego „Jezioro Bobięcińskie” PLH320040 i ptasiego „Ostoja Drawska” PLB320019. Leży w zasięgu terytorialnym Nadleśnictwa Polanów, ale poza zarządzanymi przez nie gruntami. Nadzór pełni Regionalny Konserwator Przyrody w Szczecinie. Rezerwat nie ma aktualnego planu ochrony, posiada natomiast obowiązujące zadania ochronne, na podstawie których jego obszar objęty jest ochroną ścisłą.
0,5 km na zachód prowadzi znakowany zielony szlak turystyczny z Białego Boru do Polanowa.